# Анна Анастазі
Анна Анастазі (англ. Anne Anastasi; 19 грудня 1908 — 4 травня 2001) — американський психолог. Піонер диференціальної психології, психометрії та психодіагностики індивідуальних психологічних відмінностей, формування здібностей. Розглядала творчість в контексті життя індивіда, зокрема умов виховання. Фахівчиня в області загальної, клінічної та освітньої психології, статистики та методів оцінки і вимірювання, промислової та організаційної психології. Розробниця багатьох психометричних тестів.
Зробила значний внесок у психологічну діагностику розв'язанням широкого кола проблем конструювання тестів і розробкою теорії психологічних вимірювань, факторного аналізу, діагностики психічного розвитку дітей, фундаментальних питань диференціальної психології.
президент Американської психологічної асоціації (1971—1972) і третя жінка на цій посаді.
Класична праця Анастазі «Диференціальна психологія» (1937) досі залишається цінним джерелом з теми, входить до джерельної бази університетських курсів. Українською перекладено фундаментальну працю Анастазі «Психологічне тестування» (2 томи, 1982).
Ім'я Анни Анастазі стало синонімом «психометрики» для багатьох поколінь студентства і професійної психологічної спільноти.

## Життєпис
Анна Анастазі народилася 19 грудня 1908 в Нью-Йорку в сицилійській іммігрантській родині. Батько помер, коли дочці ледь виповнився рік, а з його родиною мати вирішила не підтримувати стосунків, тому з родичами по батьківській лінії Анна ніколи не зустрічалася.
Бабуся Анни з недовірою ставилася до школи, вважаючи за краще власноруч зайнятися навчанням внучки, щоб захистити її від негативного впливу однолітків. Під керівництвом бабусі Анна займалася до 9 років, після чого вступила відразу в третій клас, а вже через пару місяців перевелася в четвертий. Згодом ще раз «перестрибнувши через сходинку», школу закінчила в 15 років.
У школі Анна була першою ученицею (в буквальному сенсі — в американській школі прийнято чітке ранжування).
В 1924 році вступила до престижного Барнард Коледжу, маючи намір присвятити себе математиці, в якій з дитинства демонструвала високу обдарованість. Отримавши бакалаврський ступінь у 19 років (1928), вступила до аспірантури Колумбійського університету і в 1930 році захистила докторську дисертацію.
Професійну діяльність розпочала викладачкою Колумбійського університету (1930). Надалі викладала в ряді інших університетів, в тому числі у Вищій школі мистецтв і наук Фордхемского університету (1947).
В Колумбійському університеті познайомилася з Джоном Пітером Фолі, який готував докторську дисертацію з психології (згодом здобув деяку популярність в індустріальній психології). У 1933 одружилася з ним, зберігши своє прізвище.
В 1934 у Анни діагностовано рак, хіміотерапія якого спричинила безпліддя. Після цього дослідниця присвятила себе роботі. У автобіографії, написаній на схилі років (1988), вона скаже: «Відповідати на удари долі можна по-різному — зневірою, депресією, навіть самогубством, або напругою всіх сил, щоб довести долі, що їй тебе не здолати».
4 травня 2001 року Анна Анастазі померла в своєму будинку в Нью-Йорку. Некрологи з'явилися по всьому світу, включно з Сицилією, де Анастазі пишаються як співвітчизницею.

## Наукова діяльність
Інтерес до психології виник у Анастазі під впливом робіт Ч. Спірмена, присвячених факторному аналізу. Застосування математичних методів до тонких психологічних матерій захопило дослідницю, в значній мірі визначивши її науковий шлях.
Найважливішою з заслуг Анастазі є її увага до психологічного змісту психометричних вимірювань, до зв'язку між психометрическими тестами та іншими областями психології, до соціального підтексту тестування («The gap between experimental and psychometric orientations». Journal of the Washington Academy of Sciences, 1991). Вона показала, наскільки продумані, ретельно вивірені і добре обґрунтовані ментальні тести можуть бути цінними як в теоретичному, так і в практичному плані, забезпечуючи повне розуміння соціокультурних та пізнавальних процесів.
Розроблені Анастазі стандартні психометричні тести виникли з університетських курсів, які вона викладала. Інтерпретація Анастазі психологічних характеристик, що розвиваються, заснована на моделях, розроблених в дослідах з тваринами, при дослідженні дитячої поведінки і в психології навчання.
Займаючись проблемою формування здібностей задовго до того, як моделі цих процесів стали широко розповсюджуватися, Анастазі зробила значний внесок у проблему генезису характерних рис, в розуміння взаємозв'язку життєвої історії, освіченості і відмінностей на рівні сім'ї в проблему творчості, в аналіз малюнків психічно хворих. Такий узагальнений підхід мав ряд переваг.
Однією з заслуг Анастазі є об'єктивний аналіз ролі соціальних чинників у формуванні людських рис, відкрито опонентний до панівної в довоєнній західній психології установки на тестову оцінку вродженого і незмінного. Однак оцінка можливостей психометричних методик виконана Анастазі не тільки з цією метою. На думку дослідниці, «Головна мета диференціальної психології, так само як і психології взагалі, — зрозуміти поведінку. Диференціальна психологія підходить до цієї проблеми через порівняльний аналіз поведінки в умовах, що змінюються…» Через півстоліття вона напише: «Якщо ми можемо пояснити, чому одні індивіди реагують відмінно від інших, то ми вже далеко просунулися в розумінні того, чому кожна людина реагує так, а не інакше, дані диференціальної психології, таким чином, повинні допомагати в з'ясуванні основних механізмів поведінки».
Цій проблематиці в широкому розмаїтті її аспектів і були присвячені багаторічні дослідження Анастазі. Класичними стали її роботи з вивчення гендерних відмінностей в проявах інтелекту, впливу соціокультурних чинників (зокрема, сімейної атмосфери і шкільного навчання) на формування розумових здібностей.

## Роботи
- «Диференціальна психологія. Індивідуальні та групові відмінності в поведінці» (Differential Psychology, 1937)

Фундаментальна праця, що зарекомендувала себе як один з кращих класичних підручників з диференціальної психології світового рівня, зі знайомства з яким повинно починатися будь-яке вивчення цієї дисципліни. У підручнику в доступній і захоплюючій формі розглядаються проблеми індивідуальних відмінностей людини як окремого індивіда і як представниці тієї чи іншої групи, досліджуються причини та механізми людської поведінки.
Перша велика наукова робота Анастазі — монографія «Диференціальна психологія» (фактично перша грутовна робота на цю тему відтоді, як В. Штерн в 1911 запропонував саме поняття диференціальної психології) — побачила світ в 1937 році, і, незважаючи на величезну кількість накопичених відтоді емпіричних фактів, продовжує залишатися цінним джерелом у цій галузі. «Диференціальна психологія» відразу висунула авторку в ряди найавторитетніших фахівців області у США. Через дев'ять років, в 1946, 38-річна Анастазі обрана колегами президентом Східної психологічної асоціації.
Оскільки «Диференціальна психологія» вийшла в Америці майже одночасно з офіційною забороною будь-яких психометричних досліджень у Союзі, у світлі сумнозвісної партійної директиви сама постановка проблеми індивідуально-психологічних відмінностей була визнана ідеологічно ворожою. В Україні про роботу і її авторку дізналися нескоро, в кінці 60-х (чи не єдиний тоді радянський психолог, що насмілювався розробляти проблематику індивідуальних відмінностей) зумів ознайомитися з третім виданням оригіналу (1958) і склав її докладний коментований конспект, опублікований в збірнику «Проблеми диференціальної психофізіології» (т. VI. М., 1969), а потім і в другому томі його вибраних праць (1985). Теплову в роботі Анастазі імпонував її скепсис щодо теорії вроджених здібностей, пильна увага до соціальних детермінант індивідуальних відмінностей.
- «Психологічне тестування. Психодіагностика» (Psychological Testing, 1954)

Класична робота Анастазі по праву вважається «енциклопедією західної тестології». Настійно проводиться думка, що використання інструменту (яким є будь-який тест) з необхідністю вимагає усвідомлення мети цієї процедури. Сортування, ранжування, навішування ярликів — цілі абсолютно неприпустимі. До того ж будь-який фахівець, який маніпулює психометрическими методиками, повинен усвідомлювати природу виявлених відмінностей, а не просто констатувати результат.
При підготовці 7-го видання, випущеного в США в 1997 році, текст книги ґрунтовно перероблено. З'явилося кілька нових глав, написаних співавторкою Анастазі — Сюзан Урбіною. Змістовні зміни відображають новітні тенденції розвитку психологічного тестування, зокрема, зростання впливу комп'ютеризації як фактора інтеграції психологічної науки в цілому і методів тестування зокрема. У новому виданні приділено значну увагу комп'ютеризованому адаптивному тестуванню, метааналізу, моделюванню структурним рівнянням, використанню довірчих інтервалів, крос-культурному тестуванню, застосуванню факторного аналізу в розробці тестів особистості і здібностей і інших широко використовуваних та динамічних понятть і процедур, які будуть впливати на психометричну практику в XXI столітті.
- «Сфери прикладної психології» (Fields of Applied Psychology, 1964)

У книзі розглядається найширший спектр застосування розроблених Анастазі психологічних принципів. Анастазі знову повертається до питань власне психологічного змісту психометричних методів і їх результатів, намагається подолати протиставлення експериментальної і психометричної орієнтації в психології.

## Визнання
Понад півстоліття Анастазі віддала викладацькій діяльності, переважно — в Нью-йоркському Університеті Фордхем, куди вступила в 1947 році на посаду доцентки і звідки в 1979-му вийшла на пенсію в званні почесної професора.
За своє життя Анна Анастазі удостоїлася багатьох наукових регалій, зокрема отримала в 1987 з рук президента Рейгана медаль «За наукові досягнення».
- Заслужений лікар педагогіки (університет Вілланова, 1971),
- Заслужений доктор наук Седр-Хрест Коледжу (1971),
- Почесний доктор наук університету Ла-Саль (1979).
- Премія АПА: «Видатному вченому» (1971);
- Нагорода Служби тестування і освіти (1977).
- Медаль Торндайка (АРА, 1983)
- Золота медаль APF (1984).

У 1971 році Анастазі стала третьою жінкою за всю історію американської психології — після Мері Калкінс (1905) і Маргарет Вошберн (1921), обраною президентом Американської психологічної асоціації, чим порушила піввікову чоловічу монополію.